# Onnia (trylobit)
Onnia – rodzaj stawonogów z wymarłej gromady trylobitów, z rzędu Asaphida.
Żył w okresie środkowego i późnego ordowiku. Jego skamieniałości znaleziono na obszarach Europy, Afryki i obu Ameryk.

## Gatunki
- O. cobboldi
- O. goldfussi
- O. gracilis
- O. superba
- O. vysocanensis